# Spar- und Kreditbank Hammah
Die Spar- und Kreditbank eG ist eine Genossenschaftsbank mit Sitz in der niedersächsischen Gemeinde Hammah im Landkreis Stade.

## Geschichte
Die heutige Spar- und Kreditbank eG wurde am 19. Juni 1923 als Spar- und Darlehnskasse eGmuH in Hammah gegründet. Am 24. Juni 1945 erfolgte die Umwandlung von einer Genossenschaft mit unbeschränkter Haftung in eine Genossenschaft mit beschränkter Haftung. Im Jahr 1951 erfolgte der Bau des ersten bankeigenen Gebäudes.
Im Jahr 1965 erfolgte die Verschmelzung der damals als Spar- und Darlehnskasse eGmbH Hammah firmierenden Bank mit der 1913 gegründeten Spar- und Darlehnskasse Wiepenkathen eGmbH mit dem Sitz in Wiepenkathen zur Spar- und Kreditbank eGmbH Hammah. Mitte der 1960er Jahre wurden mehrere Geschäftsstellen eröffnet: 1965 in Düdenbüttel und Stade-Haddorf, 1966 in Stade-Hahle. Im Jahre 1981 folgte noch eine Geschäftsstelle  in Stade-Hagen.
1983 erfolgte der Umzug der Hauptstelle in die neuen Geschäftsräume Bahnhofstraße 43 in Hammah, in denen die Bank noch heute ihren Sitz hat. Im Jahr 2001 erfolgte ein Neubau der Geschäftsstelle Stade-Haddorf; 2007 wurde die Hauptstelle Hammah durch einen Anbau erweitert. Anfang 2014 wurde die Geschäftsstelle in Stade-Haddorf geschlossen.

## Rechtsverhältnisse
Die Spar- und Kreditbank eG ist im Genossenschaftsregister beim Amtsgericht Tostedt unter GnR 100004 eingetragen.

## Organisationsstruktur
Rechtsgrundlagen sind das Genossenschaftsgesetz und die durch die Generalversammlung beschlossene Satzung. Organe der Bank sind der Vorstand, der Aufsichtsrat und die Generalversammlung.

## Sicherungseinrichtung
Die Spar- und Kreditbank eG ist der amtlich anerkannten Sicherungseinrichtung des Bundesverbandes der Deutschen Volksbanken und Raiffeisenbanken GmbH und der zusätzlichen freiwilligen Sicherungseinrichtung des Bundesverbandes der Deutschen Volksbanken und Raiffeisenbanken e.V. angeschlossen.

## Geschäftsausrichtung
Die Spar- und Kreditbank eG betreibt das Universalbankgeschäft. Im Verbundgeschäft arbeitet sie mit der DZ Bank, R+V Versicherung, Bausparkasse Schwäbisch Hall, Teambank, VR Leasing, DZ Hyp und der Union Investment zusammen.

## Geschäftsgebiet
Das Geschäftsgebiet liegt im Nordwesten des Landkreises Stade.
An diesen Orten betreibt die Bank Filialen:
- Hammah (Hauptstelle, jur. Sitz)
- Wiepenkathen (Geschäftsstelle)
- Hagen (SB-Geschäftsstelle)